# 로또엔젤
로또엔젤는 2023년에 서비스를 시작한 대한민국의 커뮤니티이다.